# Olukonda
Olukonda es un asentamiento en la región de Oshikoto, en el norte de Namibia. Es la capital del distrito del distrito electoral de Olukonda. Durante la época colonial del África del Sudoeste Alemana, la estación misionera y el asentamiento se conocía como la «Capital del Norte».
Olukonda ha sido el lugar de la primera estación misionera para el pueblo Ovambo, fundada en 1870 por misioneros finlandeses. En la década de 1880 Martti Rautanen, apodado Nakambale, se convirtió en misionero en Olukonda e inició la construcción de una iglesia en 1889, y una casa misionera en 1893. Tanto la iglesia como el edificio de la estación misionera siguen existiendo y fueron declarados «Monumentos Nacionales de Namibia» en 1992. Juntos se conocen ahora como el «Monumento Nacional de Olukonda». La estación misionera alberga el «Museo de Nakambale», y la iglesia, aunque ya no se utiliza con regularidad, se utiliza con poca frecuencia para ceremonias de boda. Rauttanen y su familia están enterrados cerca. Hay un campo de descanso cerca del Monumento Nacional, financiado por el Gobierno de Finlandia.
Con más de cinco escuelas ahora y un nuevo Consejero Regional, Darius Mbolondondo Shikongo, Olukonda se convirtió en una aldea muy grande y desarrollada. Ahora hay una clínica cerca del Museo Nakambale y también el Centro Lyaangula que lleva el nombre del pastor Efraim Angula con una oficina para la igualdad de personas.[cita requerida]